# Ancyla cretensis
Ancyla cretensis är en biart som beskrevs av Heinrich Friese 1902. Ancyla cretensis ingår i släktet Ancyla och familjen långtungebin. Inga underarter finns listade i Catalogue of Life.